# Józef Kulczycki (kapitan)
Józef Kulczycki, także Konrad Starzeński (ur. 28 stycznia 1894 w Ostapiu, zm. wiosną 1940 w Charkowie) – kapitan piechoty Wojska Polskiego, działacz niepodległościowy, ofiara zbrodni katyńskiej.

## Życiorys
Urodził się 28 stycznia 1894 we wsi Ostapie, w ówczesnym powiecie skałackim Królestwa Galicji i Lodomerii, w rodzinie Stanisława i Marii z Buczackich.
W czasie I wojny światowej walczył w szeregach 3 pułku piechoty Legionów Polskich. 3 września 1919 jako podoficer byłych Legionów Polskich, pełniący służbę w 2 pułku artylerii polowej Legionów, został mianowany z dniem 1 września 1919 podporucznikiem w artylerii. 19 stycznia 1921 został zatwierdzony z dniem 1 kwietnia 1920 w stopniu porucznika, w artylerii, w grupie oficerów byłych Legionów Polskich.
Po zakończeniu działań wojennych pozostał w wojsku jako oficer zawodowy i kontynuował służbę w 2 pułku artylerii polowej Legionów w Kielcach. 1 czerwca 1921 był przydzielony do Dowództwa 2 Dywizji Legionów. 3 maja 1922 został zweryfikowany w stopniu porucznika ze starszeństwem od 1 czerwca 1919 i 357. lokatą w korpusie oficerów artylerii. 3 maja 1926 prezydent RP nadał mu stopień kapitana ze starszeństwem z dnia 1 lipca 1925 i 31. lokatą w korpusie oficerów artylerii. W styczniu 1931 został przydzielony do 10 Dywizji Piechoty w Łodzi na stanowisko oficera sztabu, lecz już w sierpniu tego roku został przeniesiony do 7 pułku artylerii polowej w Częstochowie. Od 26 października 1931 do 14 kwietnia 1934 dowodził 3. baterią. W kwietniu 1934 został zwolniony z zajmowanego stanowiska i oddany do dyspozycji dowódcy Okręgu Korpusu Nr IV, a z dniem 31 lipca tego roku przeniesiony w stan spoczynku.
W nieznanych okolicznościach, po agresji ZSRR na Polskę (17 września 1939), dostał się do niewoli sowieckiej i osadzony w obozie w Starobielsku. Wiosną 1940 został zamordowany przez funkcjonariuszy NKWD w Charkowie i pogrzebany potajemnie w bezimiennej mogile zbiorowej w Piatichatkach, gdzie od 17 czerwca 2000 mieści się oficjalnie Cmentarz Ofiar Totalitaryzmu w Charkowie. Figuruje na tzw. liście Gajdideja (poz. 1755).
5 października 2007 minister obrony narodowej Aleksander Szczygło mianował go pośmiertnie na stopień majora. Awans został ogłoszony 9 listopada 2007 w Warszawie, w trakcie uroczystości „Katyń Pamiętamy – Uczcijmy Pamięć Bohaterów”.

## Ordery i odznaczenia
- Krzyż Niepodległości – 9 października 1933 „za pracę w dziele odzyskania niepodległości”[25][26][2][27]
- Krzyż Walecznych[9][15]